# Sénateurs désignés par le Parlement de Cantabrie
Les sénateurs désignés par le Parlement de Cantabrie représentent la Cantabrie au Sénat espagnol.

## Normes et désignation
La faculté pour chaque communauté autonome de désigner un ou plusieurs sénateurs au Sénat, conçu comme une chambre de représentation territoriale, est énoncée à l'article 69, alinéa 5, de la Constitution espagnole de 1978. La désignation est régie par l'article 9 du statut d'autonomie de Cantabrie, par la loi cantabrienne 6/1983 relative à la procédure de désignation des sénateurs ainsi que par le règlement du Parlement,.
Seul peut être désigné sénateur un député du Parlement de Cantabrie. Les différents groupes parlementaires sont chargés de proposer des candidats. Est élu celui qui réunit la majorité absolue des suffrages au premier tour. Si tel n'est pas le cas, un nouveau vote a lieu entre les deux candidats les plus favorisés. Si l'égalité persiste après quatre votes, le candidat proposé par le groupe parlementaire ayant obtenu le plus de voix lors des dernières élections régionales est désigné sénateur.
En plus des cas mentionnés par la Constitution espagnole, le mandat des sénateurs désignés prend fin lorsque ceux-ci perdent leur condition de député régional.

## Synthèse
| AP    |       | 1 |   |   |   |   |   |   |   |   |   |   |   |   |   |   |  |  |  |  |  |
| PSOE  |       |   | 1 | 1 |   |   | 1 |   |   |   | 1 | 1 |   | 1 |   |   |  |  |  |  |  |
| PP    |       |   |   |   | 1 | 1 |   | 1 | 1 | 1 |   |   | 1 |   |   | 1 |  |  |  |  |  |
| PRC   |       |   |   |   |   |   |   |   |   |   |   |   |   |   | 1 |   |  |  |  |  |  |
|       |       |   |   |   |   |   |   |   |   |   |   |   |   |   |   |   |  |  |  |  |  |
| Total | Total | 1 | 1 | 1 | 1 | 1 | 1 | 1 | 1 | 1 | 1 | 1 | 1 | 1 | 1 | 1 |  |  |  |  |  |

## Législatures

### Ire
| Parti | Parti | Sénateurs désignés          |
| ----- | ----- | --------------------------- |
| AP    |       | Federico Santamaría Velasco |

- Désignation : 4 juillet 1983.

| Parti | Parti | Sénateurs désignés |
| ----- | ----- | ------------------ |
| PSOE  |       | Isaac Aja Muela    |

- Désignation : 11 juillet 1986.

### IIe
| Parti | Parti | Sénateurs désignés  |
| ----- | ----- | ------------------- |
| PSOE  |       | Jaime Blanco García |

- Désignation : 30 octobre 1987.

| Parti | Parti | Sénateurs désignés      |
| ----- | ----- | ----------------------- |
| PP    |       | José Luis Vallines Díaz |

- Désignation : 14 novembre 1989.

### IIIe
| Parti | Parti | Sénateurs désignés      |
| ----- | ----- | ----------------------- |
| PP    |       | José Luis Vallines Díaz |

- Désignation : 18 juillet 1991.

| Parti | Parti | Sénateurs désignés     |
| ----- | ----- | ---------------------- |
| PSOE  |       | Juan José Sota Verdión |

- Désignation : 18 juin 1993.

### IVe
| Parti | Parti | Sénateurs désignés       |
| ----- | ----- | ------------------------ |
| PP    |       | María Gema Díaz Villegas |

- Désignation : 27 juillet 1995.

| Parti | Parti | Sénateurs désignés       |
| ----- | ----- | ------------------------ |
| PP    |       | María Gema Díaz Villegas |

- Désignation : 22 mars 1996.

### Ve
| Parti | Parti | Sénateurs désignés       |
| ----- | ----- | ------------------------ |
| PP    |       | María Gema Díaz Villegas |

- Désignation : 10 août 1999.

### VIe
| Parti | Parti | Sénateurs désignés     |
| ----- | ----- | ---------------------- |
| PSOE  |       | Jesús Morlote Portilla |

- Désignation : 18 juillet 2003.

### VIIe
| Parti | Parti | Sénateurs désignés     |
| ----- | ----- | ---------------------- |
| PSOE  |       | Jesús Morlote Portilla |

- Désignation : 27 juillet 2007.

### VIIIe
| Parti | Parti | Sénateurs désignés   |
| ----- | ----- | -------------------- |
| PP    |       | Tamara González Sanz |

- Désignation : 14 juillet 2011.

### IXe
| Parti | Parti | Sénateurs désignés                        |
| ----- | ----- | ----------------------------------------- |
| PSOE  |       | Guillermo José del Corral Díez del Corral |

- Désignation : 15 juillet 2015.

### Xe
| Parti | Parti | Sénateurs désignés            | Voix |
| ----- | ----- | ----------------------------- | ---- |
| PRC   |       | José Miguel Fernández Viadero | 20   |

- Désignation : 11 juillet 2019.

### XIe
| Parti | Parti | Sénateurs désignés     | Voix |
| ----- | ----- | ---------------------- | ---- |
| PP    |       | Íñigo Fernández García | 15   |

- Désignation : 19 juillet 2023.